# ولادیمیر کینیگسون
ولادیمیر کینیگسون (روسی: Владимир Владимирович Кенигсон؛ ۷ نوامبر ۱۹۰۷ – ۱۷ نوامبر ۱۹۸۶) بازیگر اهل اتحاد جماهیر شوروی سوسیالیستی بود. وی بین سال‌های ۱۹۲۵ تا ۱۹۸۶ میلادی فعالیت می‌کرد.
وی همچنین برندهٔ جوایزی همچون جایزه هنرمند مردمی اتحاد جماهیر شوروی، هنرمند مردمی جمهوری شوروی فدراتیو سوسیالیستی روسیه، و نشان پرچم سرخ کار شده‌است.